# Technische Universität Bergakademie Freiberg
Technische Universität Bergakademie Freiberg, TUBAF (pol. Akademia Górnicza we Freibergu, niem. Bergakademie) – uczelnia  we Freibergu (Saksonia, Niemcy). 

## Historia
Założona w 1765 roku przez Friedricha Antona von Heinitza i jego brata Carla Wilhelma Bennona von Heynitza. Jest uważana za najstarszą na świecie akademię górniczo-hutniczą.
Na uczelni wykładał Abraham Gottlob Werner zwany ojcem niemieckiej geologii. Naukowcy tej uczelni m.in. odkryli ind (Reich i Richter, 1863) oraz german (Winkler, 1866).
Obecnie studiuje na niej 5000 osób.